# 薩馬涅戈 (納里尼奧省)
薩馬涅戈是哥倫比亞的城市，位於該國西部，由納里尼奧省負責管轄，面積239平方公里，海拔高度1,701米，2005年人口49,992，人口密度為每平方公里209.17人。
1°21′N 77°36′W / 1.350°N 77.600°W